# Коллінстон (Луїзіана)
Коллінстон (англ. Collinston) — селище (англ. village) в США, в окрузі Моргаус штату Луїзіана. Населення — 274 особи (2020).

## Географія
Коллінстон розташований за координатами 32°41′21″ пн. ш. 91°52′19″ зх. д. / 32.68917° пн. ш. 91.87194° зх. д. (32.689283, -91.871813).  За даними Бюро перепису населення США в 2010 році селище мало площу 2,92 км², уся площа — суходіл.

## Демографія
Згідно з переписом 2010 року, у селищі мешкало 287 осіб у 125 домогосподарствах у складі 72 родин. Густота населення становила 98 осіб/км².  Було 146 помешкань (50/км²).
Расовий склад населення:
| - 55,1 % — білих - 44,6 % — чорних або афроамериканців |

До двох чи більше рас належало 0,3 %. Частка іспаномовних становила 0,0 % від усіх жителів.
За віковим діапазоном населення розподілялося таким чином: 24,0 % — особи молодші 18 років, 57,9 % — особи у віці 18—64 років, 18,1 % — особи у віці 65 років та старші. Медіана віку мешканця становила 39,4 року. На 100 осіб жіночої статі у селищі припадало 88,8 чоловіків;  на 100 жінок у віці від 18 років та старших — 92,9 чоловіків також старших 18 років.
Середній дохід на одне домашнє господарство  становив 29 416 доларів США (медіана — 20 625), а середній дохід на одну сім'ю — 45 116 доларів (медіана — 32 188). За межею бідності перебувало 26,9 % осіб, у тому числі 0,0 % дітей у віці до 18 років та 33,9 % осіб у віці 65 років та старших.
Цивільне працевлаштоване населення становило 71 особа. Основні галузі зайнятості: мистецтво, розваги та відпочинок — 23,9 %, інформація — 15,5 %, освіта, охорона здоров'я та соціальна допомога — 12,7 %, оптова торгівля — 9,9 %.